# جسم (أحياء)
جسم الخلية (بالإنجليزية: cell body)‏ أو سوما (بالإنجليزية: soma)‏ هو جزء من الخلايا العصبية أو غيرها من خلايا الدماغ يكون منتفخ وغير محتوي على زوائد، وتقع فيه نواة الخلية. كلمة «سوما» تأتي من اليونانية σῶμα، وتعني «الجسم». وعلى الرغم من أن الكلمة غالبا ما تستخدم للإشارة إلى الخلايا العصبية، إلا أنه يمكن أيضا أن تُشير إلى أنواع الخلايا الأخرى، بما في ذلك الخلايا النجمية، الخلايا الدبقية قليلة التغصن، والخلايا الدبقية الصغيرة.